# Otto Gelert
Otto Gelert, född den 9 november 1862, död den 20 mars 1899, var en dansk botanist, bror till Johannes Sophus Gelert.
Gelert tog en farmakologie kandidatur 1883, och var därefter en tid anställd vid apotek. 1894 blev han kemist vid ett sockerraffinaderi, och 1898 extraordinarie assistent vid Botanisk Museum i Köpenhamn. Geiert var botanist och ägde som sådan en skarp blick för det karakteristiska hos olika växtformer, och lämnade bidrag till dansk floristik i Jakob Emanuel Langes handbok, och utgav tillsammans med Christian Friderichsen exsickatverk över Rubus och 1888 en större systematisk avhandling över detta släkte ävensom undersökningar över Rosa, Mentha, Batra'chium och Primula. Han medverkade även i C.H. Ostenfelds Flora arctica, som utkom efter hans död 1901.